# Palazzo Macchi di Cellere
Il Palazzo Capranica Macchi di Cellere o semplicemente Palazzo Macchi di Cellere è un palazzo di Roma che si trova a Piazza di Montecitorio, nel rione Colonna.

## Storia

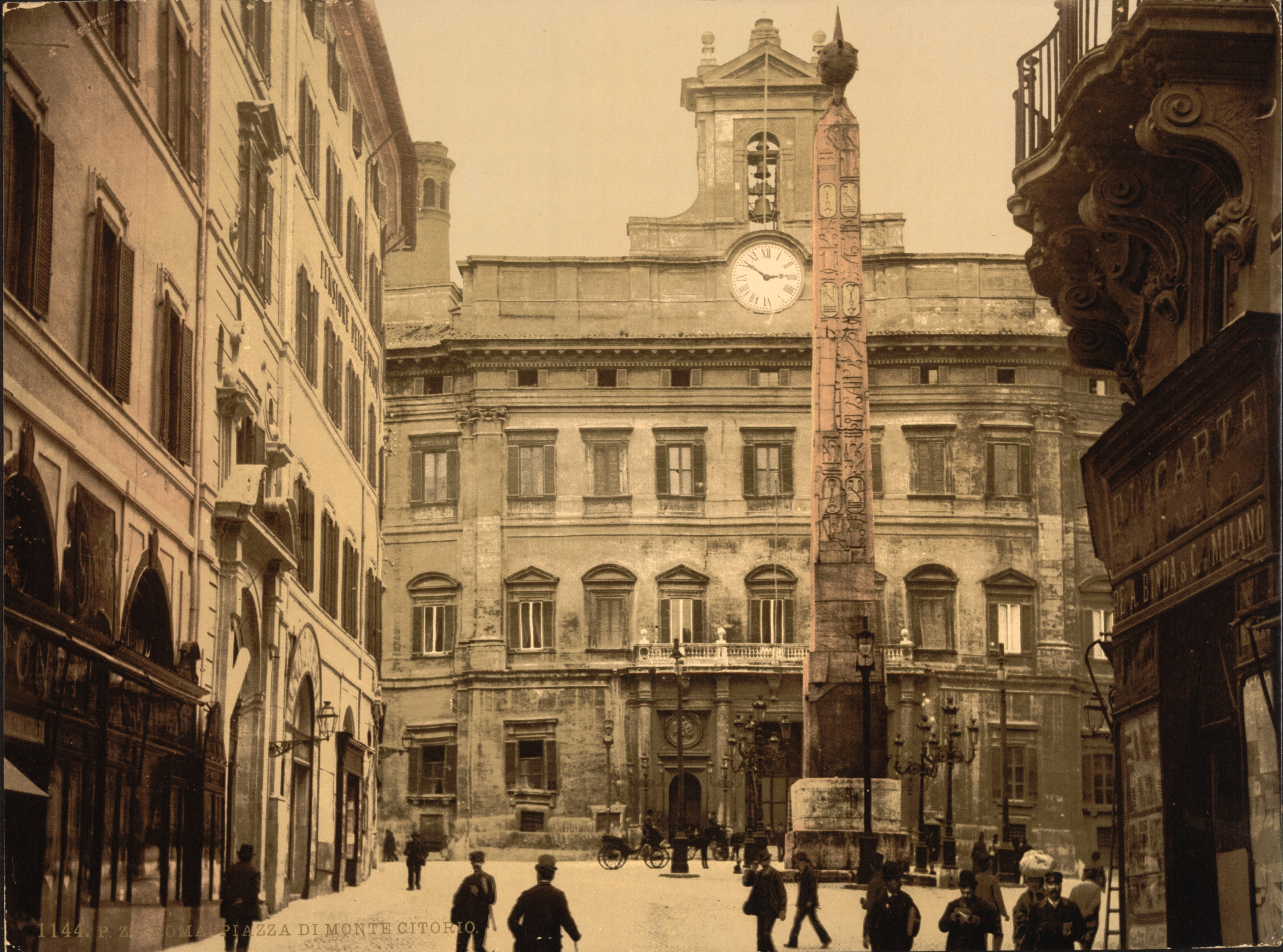
In questa foto, del 1890, la facciata del palazzo è a sinistra. Sullo sfondo l'Obelisco di Montecitorio e il Palazzo di Montecitorio. A destra, il Palazzo Del Cinque.

Questo palazzo fu costruito nel 1733 su progetto di Tommaso Matti in un isolato occupato da Palazzo Capranica, dove sorgevano alcune residenze precedentemente demolite.
La sua costruzione avvenne contemporaneamente alla risistemazione della Piazza di Montecitorio sotto papa Clemente XII e realizzata da Sebastiano Cipriani e che fu destinata ad ospitare uffici legati alla Curia Innocenziana, che era nelle vicinanza.
Una scritta affissa sul portale ricorda i fatti: "CLEMENS XII P.M. LATIOREM VIAM ROMANIQUE FORI PROSPECTUM DISIECTIS DOMIBUS IGNOBILEM VICUM INSIDENTIBUS LIBERALI SUMPTU APERUIT ANNO DOMINI MDCCXXXIII PONT III".
All'inizio dell'Ottocento il palazzo fu acquistato dai Macchi di Cellere, una ricca famiglia di Viterbo dalla quale uscirono molti monsignori e cardinali. Nel 1853, nel Palazzo Macchi di Cellere fu installato il primo telegrafo d'Italia che collegò Roma a Terracina Tra il 1870 e il 1934, l'edificio ospitava il Caffe Guardabassi.
Restaurato nel 1990 con particolare attenzione alle caratteristiche originarie, l'edificio attualmente ospita uffici legati alla Camera dei Deputati d'Italia.

## Descrizione
L'edificio si sviluppa su quattro piani, ciascuno con undici finestre con cornice semplice. La facciata, tripartita, presenta un corpo avanzato centrale rivestito a conci semplici ed un ampio portale decorato a volute e sormontato dall'iscrizione citata  .